# Conops fasciata
Conops fasciata är en tvåvingeart som beskrevs av Macquart 1851. Conops fasciata ingår i släktet Conops och familjen stekelflugor.
Artens utbredningsområde är Tasmanien. Inga underarter finns listade i Catalogue of Life.